# Massaker von Vinkt

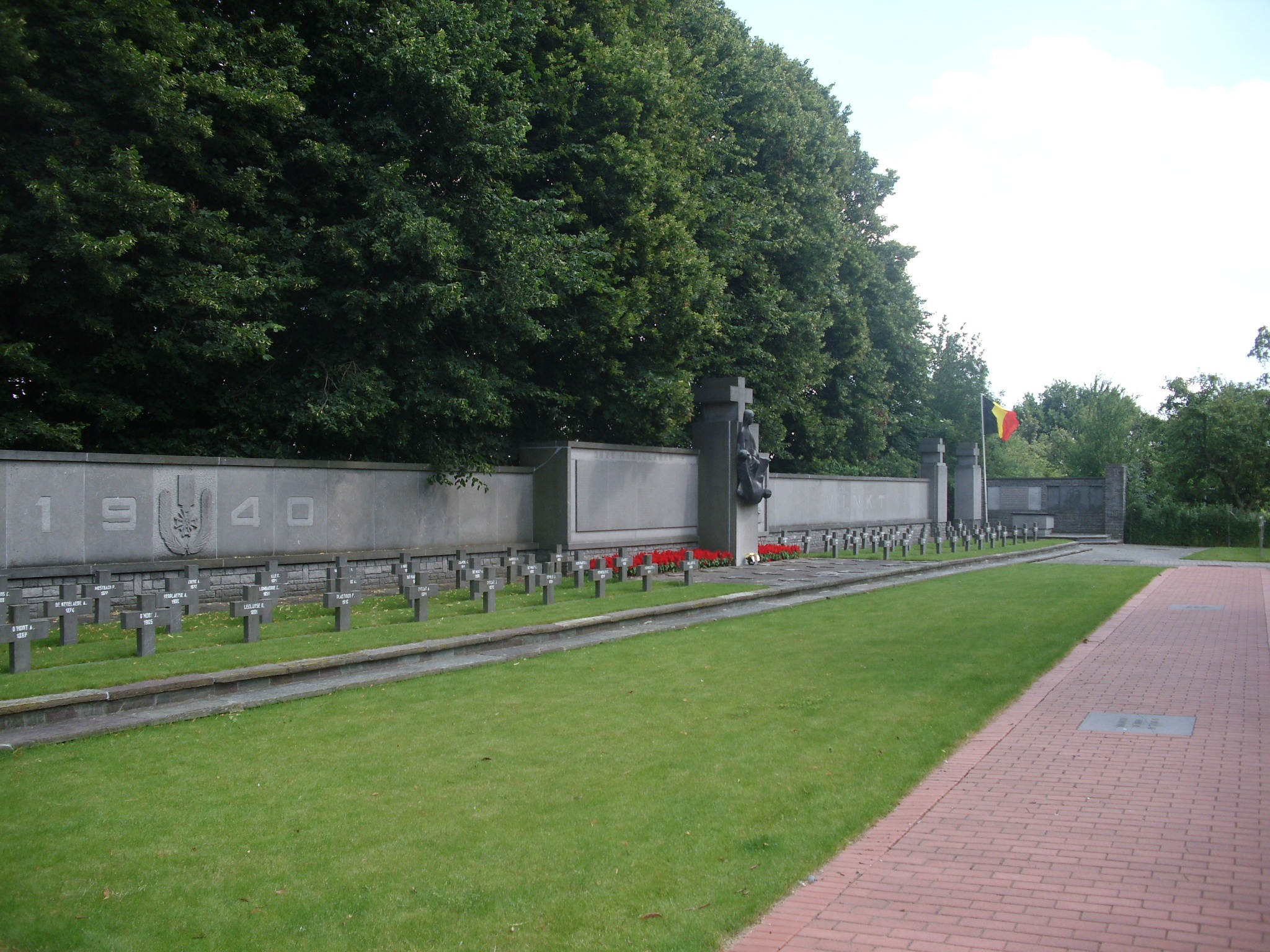
Ehrenfriedhof in Vinkt (2012)

Das Massaker von Vinkt ereignete sich am 27. Mai 1940 im Rahmen des deutschen Westfeldzugs im Dorf Vinkt und dem Nachbarort Meigem, Teilgemeinden der ostflandrischen Kleinstadt Deinze, 20 km südwestlich von Gent. Deutsche Truppen ermordeten dabei 86 Einwohner. Der Historiker Peter Lieb wertete diese Mordaktion 2007 als das größte Verbrechen der Wehrmacht des Krieges im Westen.

## Vorgeschichte
Der schnelle Vormarsch der deutschen Wehrmacht hatte die Alliierten überrascht. Die französische Armee hatte mehrere Niederlagen erlitten. Französische Truppenverbände waren mit dem britischen Expeditionskorps in der Schlacht von Dünkirchen eingekesselt worden. Die belgischen Truppen hatten sich in der Schlacht an der Lys gegen die Deutschen gewehrt, waren aber auf dem Rückzug in Richtung Kanalküste. Am 24. Mai war die Frontlinie am Schipdonk-Kanal angekommen. Dabei kam Übergängen über den Kanal und auch der Brücke in Deinze große strategische Bedeutung zu. Zusätzlich war es so, dass mindestens eine Million belgischer Bürger auf der Flucht vor den Deutschen waren, weil sie eine Wiederholung der deutschen Gräueltaten des Ersten Weltkrieges befürchteten, bei denen deutsche Soldaten viele Zivilisten erschossen hatten. Die 1. Division der belgischen Ardennenjäger bereitete sich auf die Verteidigung der Brücke und die Abwehr von Überquerungsversuchen über den Kanal vor, um möglichst vielen britischen versprengten Soldaten und belgischen Flüchtlingen den Weg freizuhalten.
Als die deutsche 225. Infanterie-Division das Dorf Meigem erreicht hatte, stieß sie auf die vorbereitete Verteidigung der Ardennenjäger. Eine andere Einheit dieser Reservisten versuchte bei Deinze vergeblich, die Brücke über den Kanal zu nehmen. Als die deutschen Soldaten unter Artilleriebeschuss gerieten, nahmen sie Menschen aus Deinze als Geiseln, um diese als menschliche Schutzschilde zu benutzen. Dabei kamen 38 Zivilisten ums Leben.

## 26. Mai
Ein Gerücht unter deutschen Soldaten, wonach belgische Zivilpersonen geschossen hätten, führte zu Vergeltungsaktionen. Am 26. Mai nahmen die Deutschen Dutzende Einwohner von Meigem fest und sperrten sie als Geiseln in der Dorfkirche ein. Die belgischen Ardennenjäger setzten die Verteidigung der Brücke fort und Vinkt blieb in den Händen der Belgier. Meigem war schon in deutscher Hand, Vinkt war noch von belgischen Truppen besetzt.

## 27. Mai
Am 27. Mai 1940 hatte der belgische König Leopold III. angekündigt, den belgischen Truppen den Befehl geben zu wollen, die Waffen zu strecken. Bis dahin setzten die belgischen Truppen die Verteidigung fort.
Am Nachmittag gab es eine schwere Explosion in der Kirche in Meigem. Dabei starben 27 der dort festgehaltenen Menschen. Nach Ansicht der Betreiber der belgischen Homepage „Vinkt.be“ der „experticecentrum und vereiniging Vinkt Mai 1940“ wurde die Explosion vermutlich durch den Beschuss der Belgier selbst ausgelöst, denn die Kirche lag in der Feuerlinie der Artillerie.
In Vinkt fanden den ganzen Tag Schießereien statt. Am Nachmittag gewannen die Deutschen die Oberhand, gegen 15 Uhr war der Kampf zu Ende. Das 377. Infanterie-Regiment, das zur 225. Infanterie-Division gehörte, besetzte Vinkt. Die deutschen Soldaten waren der Meinung, dass sie von Bürgern aus Vinkt beschossen worden waren. Das war für sie ein Grund, eine Razzia zu veranstalten. Dabei wurden alle Bürger aus ihren Häusern getrieben. Die Menschen wurden getrennt. Frauen und Kinder wurden auf der Wiese eines Bauern versammelt. Die Männer wurden erst Richtung Meigem getrieben, dann mussten sie umdrehen. Dann zwang man sie, in 5er Reihen im Laufschritt nach Vinkt zu kommen. Die Ältesten wurden an der Mauer des dortigen Klosters erschossen. An der Wand des Pastorats wurde eine der Reihen von fünf Bürgern erschossen, danach elf weitere Bürger. Ein Stück weiter war die nächste Exekution. Insgesamt wurden auf dem Dorfplatz 38 Menschen erschossen. Vier Menschen überlebten schwerverwundet dieses Geschehen. Am Zwart Huiseke wurden elf Menschen exekutiert und in einem Massengrab begraben und es gab noch weitere Exekutionen. Insgesamt kamen an dem Tag durch Hinrichtungen und Artilleriefeuer 111 Menschen ums Leben.

## 28. Mai
Morgens am 28. Mai gab der belgische König die Kapitulation im Radio bekannt. An diesem Tag wurden noch 9 weitere Bürger von Vinkt erschossen, nachdem sie ihre eigenen Gräber hatten ausheben müssen.
Insgesamt kamen an den 4 Tagen 140 Menschen aus Vinkt und Meigem ums Leben. 86 wurden ermordet, 27 kamen durch die Explosion in der Kirche ums Leben.

## Folgen
Die Ereignisse von Vinkt und Meigem sorgten für eine zweite Flüchtlingswelle von über einer Million Belgier, die das Land verließen. Im Juni 1940 befanden sich nach Schätzungen des Roten Kreuzes etwa 30 % der belgischen Bevölkerung jenseits der Landesgrenzen. 
Nach dem Ende des Krieges wurde das Kriegsverbrechen in einem Verfahren vor einem belgischen Gericht behandelt. Zwei der verantwortlichen deutschen Offiziere, Major Erwin Kühner und Leutnant Franz Lohmann, wurden angeklagt und im Jahr 1950 zu 20 Jahren Zwangsarbeit verurteilt. Sie wurden bereits nach fünf Jahren an den deutschen Staat ausgeliefert. In Deutschland wurden sie vermutlich entlassen.